# Polypedilum pardus
Polypedilum pardus är en tvåvingeart som beskrevs av Henry Keith Townes, Jr. 1945. Polypedilum pardus ingår i släktet Polypedilum och familjen fjädermyggor. Inga underarter finns listade i Catalogue of Life.